# 成迫健兒
成迫健兒（日语：／ Narisako Kenji，1984年7月25日—），日本田徑運動員，出身自大分縣佐伯市，與為末大同樣在400公尺跨欄的領域中持有成為日本主力的實力。2007年，進入美津濃公司。

## 簡歷
- 1984年7月25日出生於日本大分縣佐伯市
- 1991年 就讀佐伯市立上堅田小學校（大分縣佐伯市）
- 1997年 就讀佐伯市立佐伯南中學校（大分縣佐伯市）
- 2000年 就讀大分縣立佐伯鶴城高等學校（大分縣佐伯市）
- 2003年 就讀筑波大學（茨城縣筑波市）
- 2007年 進入美津濃公司
- 2013年 離開美津濃公司，進入大分縣佐伯市役所任職。
- 2019年 參與統一地方選舉（大分縣佐伯市），由社民黨和國民民主黨縣連推薦，成功當選。

## 主要成績
- 2001年 世界少年田徑錦標賽 400公尺跨欄 第3名、接力賽跑 第5名（第4棒）
- 2002年 世界青年田徑錦標賽 400公尺跨欄 預選第5名
- 2004年 埼玉國民體育大會成年組 400公尺跨欄 冠軍
- 2004年 日本學生田徑校際錦標賽 400公尺跨欄 冠軍
- 2004年 日本田徑錦標賽 400公尺跨欄 第4名
- 2005年 2005年世界田徑錦標賽 準決賽 敗退（預選第2組第4名 49秒87 → 準決賽2組第3名 49秒00）
- 2005年 第23屆世界大學生運動會 400公尺跨欄 冠軍（預選第4組第2名 50秒32 → 準決賽第1組第1名 49秒65 → 決賽第1名 48秒96）
- 2005年 第23屆世界大學生運動會 1600米接力賽跑 亞軍（第4棒、3分3秒20）
- 2006年 IAAF格蘭披治大阪大賽 1600米接力賽跑 第3名（47秒93，日本歷代第2名）
- 2006年 2006年亞洲運動會 400公尺跨欄 第1名（48秒78）
- 2006年 2006年亞洲運動會 1600米接力賽跑 第4名（第4棒）
- 2007年 2007年世界田徑錦標賽 準決賽 敗退（預選第5組第3 48秒92 → 準決賽第1組第5名 48秒44）
- 2008年 日本田徑錦標賽 400公尺跨欄 第2名
- 2008年 夏季奧林匹克運動會 400公尺跨欄 預選 敗退
- 2008年 夏季奧林匹克運動會 1600米接力賽跑 預選第6名（第4棒）敗退
- 2009年 日本田徑錦標賽 400公尺跨欄 第1名
- 2009年 第18屆亞洲田徑錦標賽 400公尺跨欄 第1名
- 2009年 第18屆亞洲田徑錦標賽 1600米接力賽跑 第1名（第2棒）
- 2010年 日本田徑錦標賽 400公尺跨欄 第1名

## 外部連結
- 成迫健兒在的頁面
- 成迫健児OFFICIAL SITE